# Atesquelites
Atesquelites är en ort i Mexiko.   Den ligger i kommunen Valle de Bravo och delstaten Mexiko, i den södra delen av landet, 100 km väster om huvudstaden Mexico City. Atesquelites ligger 2 484 meter över havet och antalet invånare är 229.
Terrängen runt Atesquelites är lite bergig. Runt Atesquelites är det ganska tätbefolkat, med 62 invånare per kvadratkilometer. Närmaste större samhälle är Jesús del Monte, 2,1 km söder om Atesquelites. I omgivningarna runt Atesquelites växer huvudsakligen savannskog.